# Óscar Valdez
Óscar Rafael Valdez Fierro (Nogales, Sonora; 22 de diciembre de 1990) es un boxeador profesional mexicano. Es un ex-campeón mundial en dos divisiones de peso, habiendo ostentado el título de peso pluma de la Organización Mundial de Boxeo (OMB) y el título de peso superpluma del Consejo Mundial de Boxeo (CMB). 
Como amateur, ganó el Campeonato Mundial Aficionado de Boxeo Juvenil en la categoría de peso pluma, en un torneo realizado en Guadalajara, México en 2008 y calificó a los Juegos Olímpicos de Pekín 2008. En 2012, ganó la medalla de oro en el Torneo Preolímpico de Boxeo en Río de Janeiro, Brasil, lo que le permitió competir en los Juegos Olímpicos de Londres 2012, donde alcanzó el quinto lugar.

## Carrera amateur

### Ciclo olímpico rumbo a Pekín 2008
A los 17 años compitió en el Campeonato Nacional de Boxeo en la categoría de peso gallo, donde alcanzó el título tras vencer al campeón de los Juegos Panamericanos de 2007, Carlos Cuadras, en las semifinales y, al futuro campeón mundial Rey Vargas en la final.
En el clasificatorio preolímpico aseguró su participación en los Juegos Olímpicos de Pekín 2008 al obtener la medalla de plata, tras ser derrotado por el púgil cubano Yankiel León. 
En los Juegos Olímpicos 2008, fue el boxeador más joven en la división de 57 kilos y el tercer deportista más joven de la delegación mexicana. En su pelea debut fue vencido por el eventual ganador de la medalla de oro Badar-Uugan Enkhbat con un resultado de 4-15.

### Ciclo olímpico rumbo a Londres 2012
En 2008, cambió de división a peso pluma y ganó el Campeonato Mundial de Boxeo Juvenil, venciendo en la final al competidor ruso Maxim Dadashev con una puntuación de 12-0.
En el 2009 regresó al cuadrilátero y obtuvo medalla de bronce en el Campeonato Mundial de Boxeo Aficionado, siendo derrotado en semifinales por Vasyl Lomachenko. Valdez se convirtió en el primer mexicano en ganar una presea en este campeonato.
En los XXI Juegos Centroamericanos y del Caribe en el 2010, fue el abanderado de la delegación mexicana y obtuvo la única medalla de oro de México en boxeo al vencer en la final de la categoría pluma al guatemalteco Juan Reyes por una puntuación de 15-4. En los Juegos Panamericanos 2011, en Guadalajara, se colgó la medalla de plata tras perder la final ante el cubano Lázaro Álvarez.
Para los Juegos Olímpicos de Londres 2012 obtuvo su pase en el Preolímpico de Brasil al derrotar al argentino Alberto Melián. Sin embargo, en estos Juegos Olímpicos fue eliminado en su tercer combate por el irlandés John Joseph Nevin por una puntuación de 19–13.

### Récord de boxeo amateur
Concluyó su carrera con un récord de 43 - 9.

## Carrera profesional

### Carrera temprana
Hizo su debut a la edad de 21 años el 3 de noviembre de 2012. En su primer combate, se enfrentó a Ángel Prado en una pelea programada a seis asaltos, logrando una victoria por nocaut técnico en la segunda ronda. El evento tuvo lugar en el Centro de Usos Múltiples en Hermosillo, Sonora, México. Posteriormente, en diciembre, derrotó a Corben Page por nocaut en la segunda ronda, en un enfrentamiento que tuvo lugar en el Texas Station Casino en Las Vegas, Nevada. Ambas peleas se llevaron a cabo en la categoría de peso pluma.
Durante el año 2013, Valdez tuvo un total de seis peleas, todas en la categoría de peso superpluma. Al finalizar el año, acumuló un récord de ocho victorias, todas conseguidas por nocaut, sin haber sufrido ninguna derrota.
En abril de 2014, participó en la cartelera del evento Pacquiao-Bradley II. En esta ocasión, se enfrentó a Adrian Pérez, quien tenía un récord de 10 victorias, 4 derrotas y 1 empate, con 1 KO. El combate tuvo lugar en la categoría de peso superpluma y se disputó por el título vacante NABF Junior de la misma categoría. La pelea se desarrolló a lo largo de 8 asaltos, y en el cuarto asalto, Valdez conectó un  golpe al hígado de Pérez, seguida por una derecha que lo llevó a caer en la lona. Ante esta situación, Pérez no intentó ponerse de pie nuevamente, y el árbitro decidió poner fin al combate. En el momento de la detención, los tres jueces tenían a Valdez en ventaja con puntuaciones de 30-27 a su favor. Posteriormente realizó 6 defensas más de su título.

### Peso pluma

#### Valdez vs Rueda
El 23 de julio del 2016 en el Arena Garden del MGM Grand Garden Arena de Las Vegas disputó por primera vez una pelea por un campeonato mundial ante el argentino Matías Rueda, el enfrentamiento culminó en el segundo asalto con una victoria por nocaut de Valdez. Ganando su primer título mundial. 

#### Valdez vs Marriaga
El 22 de abril de 2017, se enfrentó a Marriaga en un combate en el que defendió con éxito su título de peso pluma de la Organización Mundial de Boxeo (OMB). Con un puntaje de los jueces de: 119–108, 118–109 y 116–111.

#### Valdez vs Servania
El 22 de septiembre de 2017, se enfrentó a Genesis Servania en una pelea de defensa de su título de peso pluma de la Organización Mundial de Boxeo (OMB). El combate tuvo lugar en el Convention Center de Tucson, Arizona, Estados Unidos.
Desde el inicio de la pelea, Valdez y Servania protagonizaron un enfrentamiento reñido. El punto culminante de la pelea se produjo en el cuarto asalto, cuando Servania sorprendió a Valdez con un golpe de derecha que lo derribó. Valdez, sin embargo, logró recuperarse para continuar la pelea. El combate se extendió a los 12 asaltos. Al final de la pelea, Valdez logró mantener su título de peso pluma de la OMB a través de una victoria por decisión unánime de los jueces con puntuaciones de 116-110, 119-111 y 117-109.

#### Valdez vs López
El 13 de agosto de 2018 se anunció que Valdez había dejado al entrenador Manny Robles desde hace mucho tiempo y que entrenaría con Eddy Reynoso, conocido por entrenar al campeón mundial indiscutido de peso supermediano Saúl Álvarez. Una de las principales razones del cambio fue que Valdez reforzara su defensa después de estar involucrado en más intercambios de golpes desde que ganó el título de la OMB.
El 30 de noviembre de 2019, Óscar Valdez se enfrentó a Adam López en un combate que marcó su debut en la categoría de peso superpluma. La pelea tuvo lugar en el MGM Grand Garden Arena en Las Vegas, Nevada, Estados Unidos. Durante la pelea, Valdez sufrió un corte en el ojo debido a un choque accidental de cabezas en el segundo asalto. A pesar de la herida Valdez logró continuar compitiendo. En el séptimo asalto, Valdez logró conectar golpes efectivos que debilitaron a López. Esto culminó en un momento en el que el árbitro decidió detener la pelea y otorgar la victoria a Valdez por nocaut técnico.

### Campeón superpluma del CMB

#### Valdez vs Berchelt
El 20 de febrero de 2021, Óscar Valdez protagonizó un enfrentamiento contra Miguel "Alacran" Berchelt en una pelea por el título de peso superpluma del Consejo Mundial de Boxeo (CMB). El evento tuvo lugar en el MGM Grand Conference Center en Las Vegas, Nevada, Estados Unidos.
La pelea se había programado originalmente para el 12 de diciembre de 2020, sin embargo, se pospuso después de que Berchelt dio positivo por COVID-19. La pelea llegó a su momento culminante en el décimo asalto, cuando Valdez logró conectar un golpe que sorprendió a Berchelt y lo dejó en la lona. Ganando el combate por nocaut.

#### Valdez vs Coincenção
El 10 de septiembre de 2021, realizó su primera defensa del título de peso súper pluma del Consejo Mundial de Boxeo (CMB) ante Robson Conceição, un medallista de oro olímpico en los Juegos Olímpicos de 2016. La pelea se llevó a cabo en el Casino Del Sol en Tucson, Arizona, Estados Unidos.
Sin embargo, antes del combate, el 31 de agosto, se informó que Valdez había dado positivo en una prueba de dopaje por la sustancia prohibida fentermina. Posteriormente, el 2 de septiembre, también se confirmó el resultado positivo en la muestra B. A pesar de esta controversia, la pelea con Conceição continuó según las pautas de la Agencia Mundial Antidopaje (COI), ya que las sustancias estimulantes solo están prohibidas durante las competiciones.
Valdez logró mantener su título a través de una decisión unánime. Dos jueces otorgaron puntuaciones de 115-112 a su favor, mientras que el tercer juez anotó la pelea 117-110.

#### Valdez vs Stevenson
El 16 de enero de 2022, surgieron especulaciones sobre la posibilidad de que Valdez enfrentara al campeón de peso superpluma de la Organización Mundial de Boxeo (OMB), Shakur Stevenson, en una pelea de unificación de títulos. La fecha para el enfrentamiento fue el 30 de abril de 2022, programada para realizarse en el MGM Grand Garden Arena en Paradise, Nevada. En el combate Valdez sufrió una derrota por decisión unánime ante Stevenson. Los puntajes de los jueces fueron 117-110, 118-109 y 118-109 a favor de Stevenson.
La pelea también generó un interés significativo en términos de audiencia televisiva. La transmisión promedió alrededor de 1,353,000 espectadores en ESPN, alcanzando un máximo de 1,440,000 espectadores durante el evento.

### Título interino de la OMB

#### Valdez vs Navarrete
El 12 de agosto de 2023, en la Desert Diamond Arena en Glendale, Arizona, se llevó a cabo la anticipada primera defensa del título de peso superpluma de la OMB por parte de Emanuel Navarrete, quien se enfrentó a Valdez. Durante el transcurso del combate, Navarrete adoptó una estrategia ofensiva, demostrando su estilo de presión constante sobre su oponente. Por su parte, Valdez buscó aprovechar los momentos de vulnerabilidad defensiva de Navarrete, empleando contragolpes para generar oportunidades de ataque.
A pesar de los esfuerzos de Valdez por encontrar aperturas en la defensa de Navarrete, este último logró mantener el control y la iniciativa en la mayoría de los asaltos. Al llegar al final de los asaltos, las tarjetas de puntuación de los jueces reflejaron las siguientes puntuaciones: 116-112, 118-110 y 119-109 a favor del "Vaquero".

#### Valdez vs Wilson
El 29 de marzo de 2024, en la Desert Diamond Arena de Glendale, Arizona, se disputó el título interino de peso superpluma de la Organización Mundial de Boxeo (OMB) entre Valdez y Liam Wilson. En el séptimo round, luego de conectar un combinación de golpes sin respuesta, llevó al árbitro a detener el combate y decretar la victoria del mexicano por nocaut técnico.

## Títulos mundiales
- Campeón mundial de peso pluma de la OMB.
- Campeón mundial de peso superpluma del CMB.

### Títulos internacionales
- Campeón de peso pluma de la Organización Norteamericana de Boxeo.
- Campeón junior de peso superpluma de la Federación Norteamericana de Boxeo.
- Campeón mundial interino de peso superpluma de la OMB.

### Títulos nacionales
- Campeonato Nacional de Boxeo de peso gallo 2007.

## Récord profesional
| 32 Ganadas (24 KOs), 2 Derrotas |      |        |                   |      |               |                          |                                                          | |
| N°                              | Res. | Récord | Oponente          | Tipo | Rd., Tiempo   | Fecha                    | Localidad                                                | Notas |
| 1                               | G    | 1–0    | Ángel Prado       | TKO  | 2 (6)         | 3 de noviembre de 2012   | Centro de Usos Múltiples, Hermosillo, Sonora             | |
| 2                               | G    | 2–0    | Corben Page       | TKO  | 2 (6), 2:24   | 7 de diciembre de 2012   | Texas Station Casino, Las Vegas, Nevada                  | |
| 3                               | G    | 3–0    | Carlos González   | TKO  | 4 (6), 0:58   | 16 de marzo de 2013      | Home Depot Center, Carson, California                    | |
| 4                               | G    | 4–0    | Rocco Espinoza    | TKO  | 1 (6), 2:58   | 11 de mayo de 2013       | Uni-Trade Stadium, Laredo, Texas                         | |
| 5                               | G    | 5–0    | Gil García        | TKO  | 2 (6), 2:32   | 15 de junio de 2013      | American Airlines Center, Dallas, Texas                  | |
| 6                               | G    | 6–0    | José Morales      | TKO  | 3 (6), 1:57   | 28 de septiembre de 2013 | StubHub Center , Carson, California                      | |
| 7                               | G    | 7–0    | Jesús Lule        | TKO  | 5 (6), 2:48   | 9 de noviembre de 2013   | American Bank Center, Corpus Christi, Texas              | |
| 8                               | G    | 8–0    | Cristian Barajas  | TKO  | 1 (6), 1:27   | 21 de diciembre de 2013  | Casino Hipódromo Agua Caliente, Tijuana, Baja California | |
| 9                               | G    | 9–0    | Samuel Sánchez    | TKO  | 3 (6), 2:03   | 1 de marzo de 2014       | Alamodome, San Antonio, Texas                            | |
| 10                              | G    | 10–0   | Adrián Pérez      | KO   | 3 (8), 1:23   | 12 de abril de 2014      | MGM Grand Garden Arena, Paradise, Nevada                 | Gana el título junior de la NABF del peso superpluma. |
| 11                              | G    | 11–0   | Noel Echeverría   | RTD  | 6 (8), 3:00   | 17 de mayo de 2014       | Forum, Inglewood, California                             | Retiene el título junior de la NABF del peso superpluma. |
| 12                              | G    | 12–0   | Juan Ruiz         | UD   | 8             | 26 de julio de 2014      | Celebrity Theatre, Phoenix, Arizona                      | Gana el título junior de la NABF del peso pluma. |
| 13                              | G    | 13–0   | Alberto Garza     | TKO  | 7 (8), 1:29   | 15 de noviembre de 2014  | Alamodome, San Antonio, Texas                            | Retiene el título junior de la NABF del peso pluma. |
| 14                              | G    | 14–0   | Jean Javier Soto  | TKO  | 5 (8), 0:02   | 20 de diciembre de 2014  | Celebrity Theater, Phoenix, Arizona,U.S.                 | |
| 15                              | G    | 15–0   | José Ramírez      | KO   | 3 (8), 2:05   | 11 de abril de 2015      | Laredo Energy Arena, Laredo, Texas                       | |
| 16                              | G    | 16–0   | Rubén Tamayo      | UD   | 10            | 27 de junio de 2015      | StubHub Center, Carson, California                       | |
| 17                              | G    | 17–0   | Chris Ávalos      | TKO  | 5 (10), 1:17  | 11 de septiembre de 2015 | Cosmopolitan de Las Vegas, Las Vegas, Nevada             | |
| 18                              | G    | 18–0   | Ernie Sánchez     | TKO  | 3 (10), 2:59  | 12 de diciembre de 2015  | Convention Center, Tucson, Arizona                       | |
| 19                              | G    | 19–0   | Evgeny Gradovich  | TKO  | 4 (10), 2:14  | 9 de abril de 2016       | MGM Grand, Paradise, Nevada                              | Gana el título de la NABO del peso pluma. |
| 20                              | G    | 20–0   | Matías Rueda      | TKO  | 2 (12), 2:18  | 23 de julio de 2016      | MGM Grand, Paradise, Nevada                              | Gana el Título Mundial Vacante de la WBO del peso pluma. |
| 21                              | G    | 21–0   | Hiroshige Osawa   | TKO  | 7 (12), 1:50  | 5 de noviembre de 2016   | Thomas & Mack Center, Paradise, Nevada                   | Retiene el Título Mundial de la WBO del peso pluma. |
| 22                              | G    | 22–0   | Miguel Marriaga   | UD   | 12            | 22 de abril de 2017      | StubHub Center , Carson, California , California         | Retiene el Título Mundial de la WBO del peso pluma. |
| 23                              | G    | 23–0   | Génesis Servania  | UD   | 12            | 23 de septiembre de 2017 | Convention Center, Tucson, Arizona                       | Retiene el Título Mundial de la WBO del peso pluma. |
| 24                              | G    | 24–0   | Scott Quigg       | UD   | 12            | 10 de marzo de 2018      | StubHub Center , Carson, California , California         | Retiene el Título Mundial de la WBO del peso pluma. |
| 25                              | G    | 25–0   | Carmine Tommasone | TKO  | 7 (12), 0:09  | 2 de febrero de 2019     | The Ford Center at The Star, Frisco, Texas               | Retiene el Título Mundial de la WBO del peso pluma. |
| 26                              | G    | 26–0   | Jason Sánchez     | UD   | 12            | 8 de junio de 2019       | Reno-Sparks Convention Center, Reno, Nevada              | Retiene el Título Mundial de la WBO del peso pluma. |
| 27                              | G    | 27–0   | Adam Lopez        | TKO  | 7 (10), 2:53  | 30 de noviembre de 2019  | Cosmopolitan of Las Vegas, Las Vegas                     | |
| 28                              | G    | 28–0   | Jayson Velez      | TKO  | 10 (10), 2:23 | 21 de julio de 2020      | The Bubble, MGM Grand, Las Vegas                         | |
| 29                              | G    | 29–0   | Miguel Berchelt   | KO   | 10 (12), 2:59 | 20 de febrero de 2021    | The Bubble, MGM Grand, Las Vegas                         | Gana el título mundial de la WBC en el peso superpluma. |
| 30                              | G    | 30–0   | Robson Conceicao  | UD   | 12            | 10 de septiembre de 2021 | Casino del Sol, Tucson, Arizona                          | Retiene el título mundial de la WBC en el peso superpluma. |
| 31                              | D    | 30–1   | Shakur Stevenson  | UD   | 12            | 30 de abril de 2022      | MGM Grand Garden Arena, Paradise, Nevada                 | Pierde el título mundial de la WBC en el peso superpluma. Por el título mundial de la WBO del peso superpluma. Por el título mundial vacante de The Ring del peso superpluma. |
| 32                              | G    | 31-1   | Adam Lopez        | UD   | 10            | 20 de mayo de 2023       | MGM Grand Garden Arena, Paradise, Nevada                 | |
| 33                              | D    | 31-2   | Emanuel Navarrete | UD   | 12            | 12 de agosto de 2023     | Desert Diamond Arena, Glendale, Arizona                  | Por el título WBO del peso superpluma |
| 34                              | G    | 32-2   | Liam Wilson       | KO   | 7 (12),       | 29 de marzo de 2024      | Desert Diamond Arena, Glendale, Arizona                  | Por el título interino WBO del peso superpluma |